# KK Split
KK Split hrvatski je košarkaški klub iz Splita. Trenutačno se natječe u HT Premijer ligi i ABA ligi.

## O klubu
Najveće uspjehe postizao je pod imenom "Jugoplastika", tvrtke iz Splita, svojevremeno jednog od najvećih gospodarskih divova u Hrvatskoj, a koja je bila dugogodišnji klupski pokrovitelj. 
Klub je nastupao i pod imenima "POP 84" i "Croatia osiguranje". Svoje domaće utakmice igra u maloj dvorani na Gripama.  
Glavna boja dresa je žuta s crnim brojevima i obrubima, a boja pričuvnog dresa je crna sa žutim brojevima i obrubima.

## Povijest kluba
Košarkaška tradicija u Splitu je duga više od 60 godina. Klub je osnovan 1945. godine u Splitu kao dio FD Hajduk. U početku je košarka igrana među mladima Splita za dušu, za zabavu. 
"Split" je osvojio 3 titule europskog prvaka, 2 puta je bio pobjednik Kupa Radivoja Koraća, 7 puta prvak države te 10 puta osvajač nacionalnog kupa. Nema puno klubova u Europi koji se mogu pohvaliti s ovakvim dostignućima. 
Prvi naslov je došao šezdesetih godina kada se klub zvao Jugoplastika, po imenu ondašnjeg sponzora. 
Klub je stigao do svoje prve završnice Eurolige 1972. godine. U završnici u Tel Avivu, talijanski prvak Ignis bio je bolji doslovno za jedan ubačaj, ali je klub ovom završnicom najavio velike mogućnosti u Europi u narednom razdoblju. To se i obistinilo.
Četiri godine kasnije Jugoplastika osvaja svoj prvi europski naslov, Kup Radivoja Koraća. Naredne godine žuti su ponovili taj uspjeh. 
Dominantne godine «žute boje» u europskoj košarci su počele 1988. s jednom novom generacijom. Neočekivano su u Münchenu 1989. Toni Kukoč, Dino Rađa, Velimir Perasović, Goran Sobin i drugi osvojili krov Europe i tako za stubu više nadmašili onaj sjajni naraštaj prije sebe iz Tel Aviva (Ratomir Tvrdić, Petar Skansi, Damir Šolman, Zdenko Prug i dr.). 
«Žuti» postaju iznenađenjem europske košarke. Maccabi iz Tel-Aviva je «platio» u završnici konačni račun. Sljedeće godine «žuti» po drugi put osvajaju Kup prvaka u Zaragozi, protiv domaćina Barcelone. Ovo je definitivno bila potvrda prave, istinske kvalitete. Ali to nije bio kraj. U Parizu 1991. po treći put zaredom penju se na vrh europske košarke, pod imenom tadašnjeg sponzora POP 84. Ovim naslovom su postali suvereni vladari europske košarke, jedini uz ASK iz Rige koji su osvojili 3 europska naslova u nizu. 
Nedugo zatim velikosrbi napadaju Hrvatsku. Rezultati su promjenjivi, ali je Split uvijek nazočan na europskoj košarkaškoj sceni. Sve ovo događa se kada klub mijenja sponzore pa se zove Slobodna Dalmacija, Croatia osiguranje, Split i Split Croatia osiguranje. 
Vrlo je teško naći klub u europskim i svjetskim mjerilima koji je toliko proizveo istinskih zvijezda i velikih igrača. Svi oni su prve košarkaške korake napravili u «košarkaškom hramu» na Gripama. Klub je poznat po radu u svojoj omladinskoj školi koja ima oko 400 djece svake godine. 
Nikad do sada jedan europski klub nije dao 4 NBA igrača visoke kvalitete. Rađa, Kukoč, Tabak i Šundov su poznati diljem Amerike te cijeli košarkaški svijet zna za njih. Svi oni su abecedu košarke učili na Gripama. 
Danas, nove europske i svjetske zvijezde se rađaju na parketu na Gripama. Na primjer, Nikola Vujčić jedan je od najboljih igrača Europe i član Olympiakosa.
Ime koje će biti upamćeno u svijetu košarke je Roko Ukić, koji je igrao u NBA ligi. Naravno da ne treba posebno naglašavati da su igrači Splita uvijek bili okosnica hrvatskih nacionalnih selekcija u svim kategorijama.
U kategoriji momčadi izabrani su 2019. godine u Kuću slave splitskog športa.

## Trofeji

### Domaći
- Prvenstvo Hrvatske: 1 
  - 2003.
- Kup Krešimira Ćosića: 6
  - 1992., 1992./93., 1993./94., 1996./97., 2003./04., 2024./25.
- Prvenstvo Jugoslavije: 6 
  - 1970./71., 1976./77., 1987./88., 1988./89., 1989./90., 1990./91.
- Kup Jugoslavije: 5 
  - 1971./72., 1973./74., 1976./77., 1989./90., 1990./91.

### Europski
- Euroliga: 3 
  - 1988./89., 1989./90., 1990./91.
- Kup Radivoja Koraća: 2 
  - 1975./76., 1976./77.

## Prijašnja imena kluba
- KK Hajduk Split
- KK Split
- KK Jugoplastika Split
- KK POP 84 Split
- KK Slobodna Dalmacija Split
- KK Croatia Osiguranje Split
- KK Split
- KK Split Croatia Osiguranje

## Europski uspjesi
- Osvajači Kupa europskih prvaka/Lige prvaka/Eurolige: 1988./89., 1989./90., 1990./91.
  - Finalisti Kupa europskih prvaka/Lige prvaka: 1971./72.

- - finalisti Kupa pobjednika kupova: 1972./73. i 1974./75.

- Osvajači Kupa Radivoja Koraća: 1975./76., 1976./77.
  - poluzavršnica Kupa Radivoja Koraća: 1973./74. i 1979./80.

## Slavne postave
- državni prvaci 1970./71.: Drago Peterka, Zoran Grašo, Mihajlo Manović, Ivica Škarić, Dražen Tvrdić, Martin Guvo, Rato Tvrdić, Lovre Tvrdić, Damir Šolman, Momčilo Radulović, Zdenko Prug i Petar Skansi. Trener: Branko Radović. Pom. trener: George Stanich.[2]

- europski doprvaci 1971./72.: Petar Skansi, Damir Šolman, Ratomir Tvrdić, Mihajlo Manović, Zdenko Prug, Branko Macura, Dražen Tvrdić, Lovre Tvrdić, Duje Krstulović, Mirko Grgin, Drago Peterka, trener: Branko Radović

- doprvaci Kupa kupova 1972./73.: Damir Šolman, Ratomir Tvrdić, Branko Macura, Mihajlo Manović, Duje Krstulović, Lovre Tvrdić, Zdenko Prug, Dražen Tvrdić, Mirko Grgin, Ivica Škarić, Mlađan Tudor, Zoran Grašo, trener:  Petar Skansi

- osvajači Kupa R.Koraća 1975./76.: Željko Jerkov, Duje Krstulović, Ratomir Tvrdić, Mirko Grgin, Mlađan Tudor, Branko Macura, Damir Skansi, Zlatko Trška, Ivo Bilanović, Ivica Škarić, Branko Stamenković, Ivica Dukan, Mihajlo Manović, Slobodan Bjelajac trener: Petar Skansi

- osvajači Kupa R.Koraća 1976./77.: Željko Jerkov, Duje Krstulović, Ratomir Tvrdić, Mirko Grgin, Mlađan Tudor, Branko Macura, Ivo Bilanović, Ivica Škarić, Branko Stamenković, Ivica Dukan, Mihajlo Manović, Mladen Bratić, Slobodan Bjelajac, trener: Petar Skansi[3]

- europski prvaci 1988./89.: Toni Kukoč, Dino Rađa, Duško Ivanović, Goran Sobin, Zoran Sretenović, Žan Tabak, Velimir Perasović, Luka Pavičević, Teo Čizmić, Ivica Burić, Paško Tomić, Petar Vučica, trener: Božidar Maljković

- europski prvaci 1989./90.: Toni Kukoč, Dino Rađa, Zoran Savić, Duško Ivanović, Velimir Perasović, Zoran Sretenović, Goran Sobin, Žan Tabak, Luka Pavičević, Aramis Naglić, Petar Naumoski, Velibor Radović, trener: Božidar Maljković

- europski prvaci 1990./91.:  Toni Kukoč, Zoran Savić, Velimir Perasović, Avie Lester, Zoran Sretenović, Žan Tabak, Luka Pavičević, Aramis Naglić, Teo Čizmić, Petar Naumoski, Paško Tomić, Velibor Radović, trener: Željko Pavličević

## Poznate ličnosti

### Poznati treneri
| - Enzo Sovitti - Branko Radović - Srđan Kalember - Petar Skansi - Matan Rimac | - Krešimir Ćosić - Zoran Slavnić - Božidar Maljković - Željko Pavličević - Slobodan Subotić |

### Najpoznatiji igrači
| - Branko Radović - Lovre Tvrdić - Ratomir Tvrdić - Velimir Perasović - Duško Ivanović - Roko Leni Ukić - Zoran Sretenović - Ivica Dukan - Petar Naumoski - Luka Pavičević | - Jurij Zdovc - Peter Vilfan - Damir Šolman - Duje Krstulović - Mirko Grgin - Toni Kukoč - Zoran Čutura - Ray "Sugar" Richardson - Petar Skansi - Zdenko Prug | - Željko Jerkov - Željko Poljak - Dino Rađa - Žan Tabak - Goran Sobin - Zoran Savić - Velimir Perasović - Ivica Burić - Aramis Naglić - Nikola Vujčić |

## Mediji
2005. objavljena je knjiga Od Staroga placa do vrha Europe autora Vinka Bajrovića i Milorada Bibića, knjiga o povijesti Košarkaškog kluba Splita povodom šezdeset godina postojanja.
2015. HRT je snimio dokumentarni film 70 godina KK Split: Odiseja u žutom. Iste godine predstavljena je knjiga Legende o splitskoj košarci, koju je kroz svoje pripovijedanje 238 autora, preko stotinu članova obitelji KK Splita (igrača, trenera, članova rukovodstva), novinara, navijača i svjedoka iz suparničkih tabora kako se stvarala velika Jugoplastika.

## Poveznice
- Euroliga
- Prvenstvo i kup Hrvatske u košarci
- Prvaci i pobjednici kupa Jugoslavije u košarci

## Vanjske poveznice
- Povijest
- KK Split - Službena stranica
- KK Split - Druga službena stranica
- KK Split na Facebooku
- KK Split na Twitteru
- KK Split na Instagramu
- KK Split na YouTubeu